# Николич, Урош
У́рош Ни́колич (серб. Урош Николић; род. 14 декабря 1993, Ниш) — сербский футболист, нападающий клуба «Воеводина».

## Клубная карьера
Воспитанник школы белградского «Партизана», профессиональную карьеру начал в венгерском клубе «Видеотон», где однако не смог закрепиться в основе и играл преимущественно за вторую команду. Вторую половину 2013 года право в аренде в клубе «Академия Пушкаша». В начале 2015 вернулся в Сербию, став игроком «Ягодины».
Летом 2016 года подписал контракт с минским «Динамо». 13 августа дебютировал в Высшей лиге в матче против солигорского «Шахтёра».
В декабре 2018 года подписал контракт на 4,5 года с израильским «Маккаби». Он появлялся на поле лишь изредка, покинув клуб в октябре 2021 года.
В июле 2022 года он подписал двухлетний контракт с клубом «Воеводина».

## Достижения
- Серебряный призёр Чемпионата Венгрии: 2011/12, 2012/13
- Обладатель Кубка венгерской лиги: 2012
- Серебряный призёр Чемпионата Белоруссии: 2017
- Бронзовый призёр Чемпионата Белоруссии: 2016, 2018
- Чемпион Израиля: 2019, 2020
- Обладатель Кубка Тото: 2019, 2020